# 한우

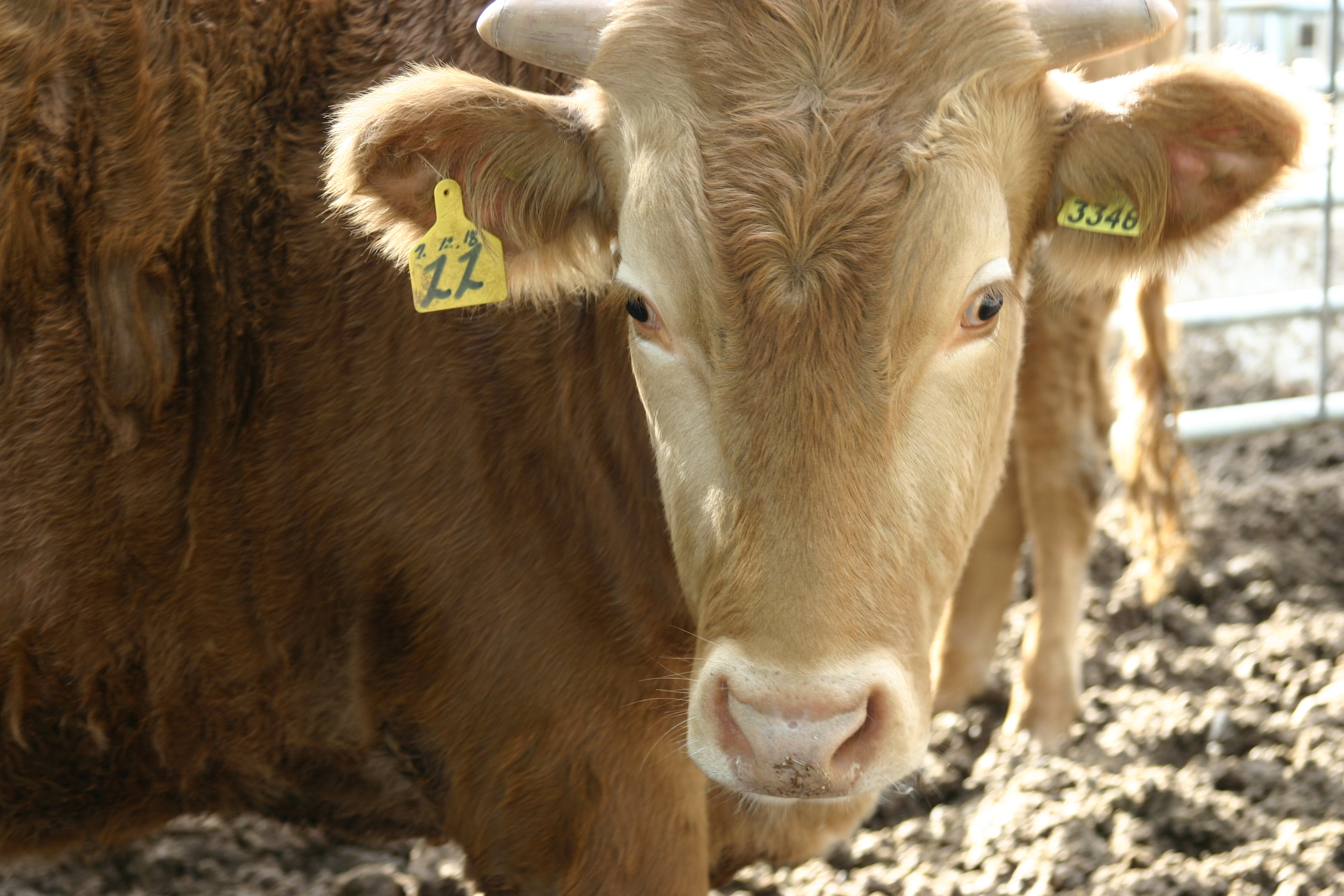
한우

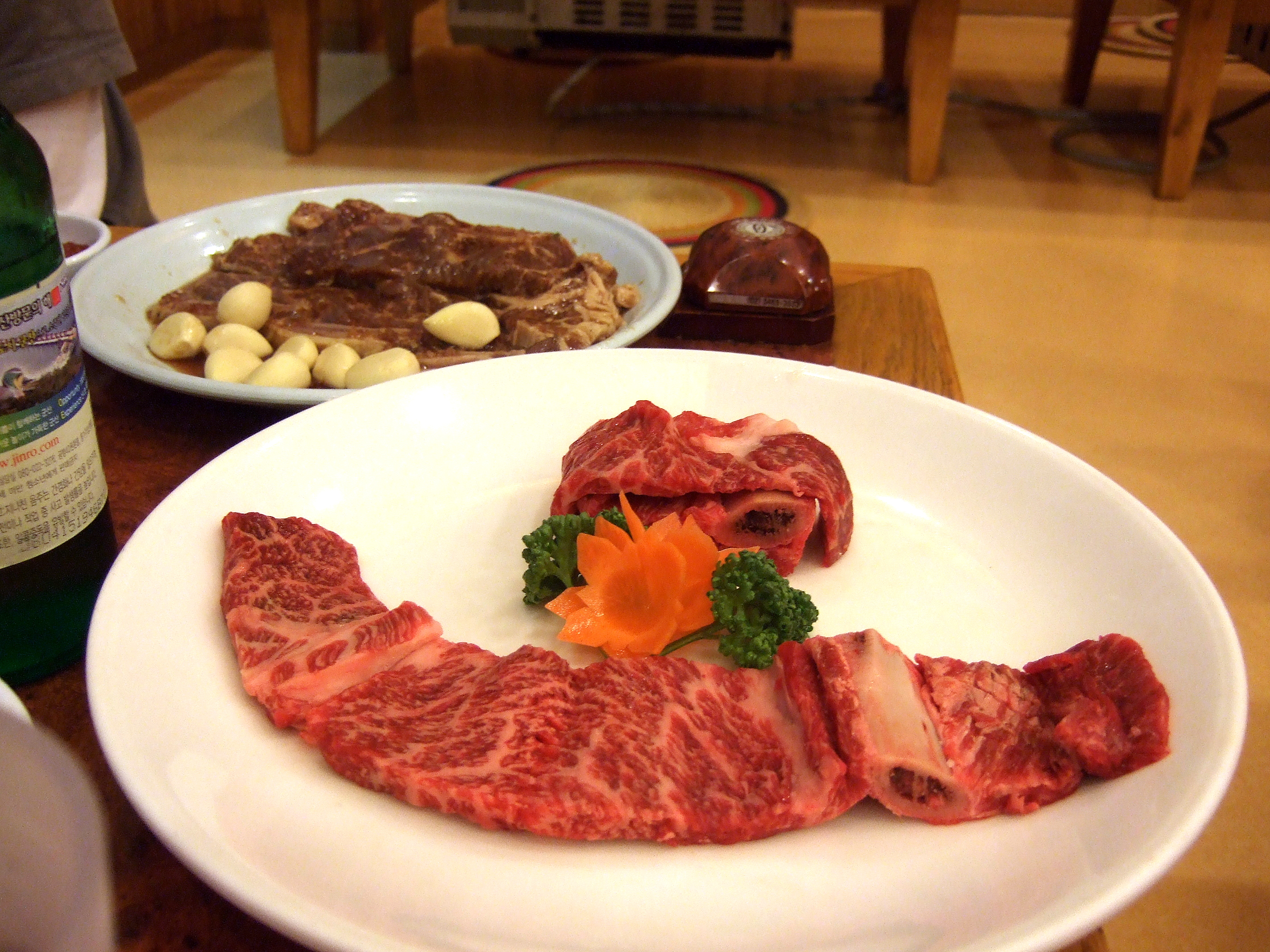
한우 고기

한우(韓牛)는 한국에서 사육되는 소의 품종이다. 옛날에는 농기계가 없어서 송아지도 얻고 농사에 사용되었으나, 현대에는 농경보다는 고기와 송아지를 얻기 위해 주로 사육하기 때문에 외양간에서 사육하던 사람은 소가 없다. 1637년에는 병자호란 당시 청나라에서 들어온 우역(牛疫) 때문에 조선에서 소가 거의 멸종될 위기에 처하자 이듬해인 1638년에 인조(仁祖)는 성익(成釴)이라는 사절을 몽골에 보내 소를 수입하고 조선에서 번식하였다.

## 종류
한우는 그 색깔에 따라 다음 네 종류로 나눌 수 있다.
- 일반한우(누렁소) :  흔히 '한우'라고 부르는 품종이다.
- 칡소 : '얼룩소'라고도 하였으며, 동시 '송아지'에 나오는 '얼룩소'와 '정지용' 시인이 쓴 “향수”에 나오는 '얼룩배기 황소'를 말한다. 얼룩무늬가 호랑이 닮았다 해서 '범소', '호랑무늬소'(虎斑牛)라고도 부른다.
- 흑한우 : '꺼멍소'라고도 했으며, 제주흑우와 내륙흑한우로 나뉜다.
- 백한우 : 하얀 한우이다.

## 수명
일반적으로 한우의 수명은 15년 정도로 알려져 있으나, 일소의 경우 30년까지만 살 수 있는 것으로 추측된다. 건강하지 못해서 폐사할 수 있다. 비공식적으로 40년을 산 소의 이야기가 영화로 제작되었다.

## 안전
지난 21일 한국농민연합 등 30여개 농민단체는 한국산 한우에 대한 전수검사를 실시하기 위해 관련 제도적 장치를 만들어달라고 요구했다. 그간 민간단체에서 정부에 한우를 전수 검사하라고 요구하였지만 이명박 정부는 이를 거절하였다.
현재 시민단체에서 민간차원에서 한우를 전수 검사를 하고 있고 또한 한우 전수검사를 정부가 해야한다고 주장하고 있다.

## 품질
한우는 다른 소보다 콜레스테롤 함량이 낮고, 불포화지방산 함량은 더 높으며, 항산화ㆍ항노화 기능물질인 카뎁킨 성분도 함유되어 있고 마블링 상태가 잘 되어 있으며 오메가 3 함량도 높다. 대표적인 예가 쑥한우다.

한우의 품질을 나타내는 척도는 1++, 1+, 1, 2, 3등급과 등외까지 6단계인데, 최고급인 1++가 유통량의 10% 정도이고, 1+가 22%, 1등급이 31%이다. 그런데, 해롤드 맥기의 '음식과 요리'라는 책에 따르면, 마블링(근내지방도)으로 쇠고기 등급을 매기는 나라는 미국, 일본, 한국 뿐이다.

### 연도(軟度)관리시스템(맛 예측 시스템) 개발
- 농촌진흥청에서는 기존의 쇠고기 등급제를 보완하면서 소비자에게 한우 맛 정보를 미리 알려주는 새로운 시스템을 개발했다.[13][14]
- 농촌진흥청은 한우의 차별화와 소비자가 균일한 품질의 쇠고기를 구매할 수 있도록 개발해 시범적용하고 있는 한우 연도관리시스템의 소비자 반응이 좋아 3개소로 확대 추진한다고 밝혔다.[15]

### 쇠고기 등급 기준에서 마블링(근내 지방도) 논란
- 민연태 농림수산식품부 식량원예정책관은 "축산업자들이 고기 등급의 기준인 마블링을 좋게 하기 위해 사용하는 곡물사료 대신 풀사료를 늘리기 위해 고기 등급제 기준을 바꾸는 조치도 검토하고 있다"고 덧붙였다.[16]
- 서규용 농림수산식품부 장관은 "마블링을 만들기 위해 너무 많은 곡물을 쓰고 있고 마블링이 국민 건강에도 좋지 않다"며 "쇠고기 등급제 개선방안을 검토해 보겠다"고 말했다.[17]
- 21일 관가에 따르면 쇠고기 관련 정책을 담당하는 농림수산식품부 실무자들은 난데없는 고민에 빠졌다. 지난 18일 서규용 농식품부 장관이 “마블링이 좋다는 것은 지방이 많다는 의미로 국민건강에 좋지 않은 만큼 쇠고기 등급 기준에서 마블링을 빼는 방안을 검토하겠다.”고 공개적으로 밝혔기 때문이다.[18]
- 그러나, 정부는 “쇠고기 등급기준에서 마블링을 빼는 방안을 검토‘ 한 바 없다고 밝혔다. 다만, 축산농가의 생산비 부담을 완화하기 위해 곡물사료를 덜 먹이고 우리 소비자들의 입맛에 맞는 쇠고기를 생산해 낼 수 있는 방안을 검토할 계획이라고 말했다. 이에는 한우개량, 쇠고기 근내지방도 등급기준 조정․변경 등이 포함될 수 있다고 말했다.[19]

## 품종 계통
유럽원우(Bos primigenius)와 인도혹소(Bos indicus)의 혼합종이 적어도 기원전에 한반도에 정착한 뒤 순종 번식되어 지금의 한우가 된 것으로 추정하는 학설이 정설로 여겨졌으나, 2005년에 대한민국 농촌진흥청에 의해 유럽·인도종에서 갈라진 것이 아닌 몽골·중앙아시아 등지에서 한우의 가축화가 일어나 한우, 연변한우 및 일본화우 등으로 분포되었을 것이라는 설이 제기되었다.

## 한우데이
2008년 한우협회 등 관련 단체들은 11월 1일을 한우데이라고 명명하여 대형슈퍼마켓에서 한우 고기 소비촉진을 위하여 값싸게 판다. 하지만 한우 사육을 너무 많이 하고 육류 소비를 많이 하면 건강도 잃고 지구온난화도 심각해진다.

## 같이 보기
- 소